# Fallbach (Malta)
Der Fallbach ist ein linkes Nebengewässer des Maltabaches in der Gemeinde Malta. Er entspringt unter dem Schober und der Seemannwand sonnseitig im Südzug der Hafnergruppe. Sein Tal bricht mit dem Fallbach-Wasserfall steil in das Maltatal ab, weshalb alle Forstwege zum Oberlauf Umwege über Nebentäler nehmen. Unter dem Wasserfall unterquert der Fallbach die Maltatalstraße (L 12) und mündet im Ortsteil Brandstatt in die Malta, gegenüber dem größeren Ortsteil Koschach.
Der als Naturdenkmal (Listeneintrag) geschützte Fallbach-Wasserfall ist mit einer Fallhöhe von 220 Metern der höchste Wasserfall Kärntens. Der private Fallbach-Klettersteig führt durch die Talstufe und reicht stellenweise wenige Meter an den Wasserfall heran. Unter dem Wasserfall befindet sich seit 2006 ein Themenpark.

## Belege
1. ↑  Flächenverzeichnis der österreichischen Flussgebiete. Draugebiet. In: Bundesministerium für Land- und Forstwirtschaft, Umwelt und Wasserwirtschaft (Hrsg.): Beiträge zur Hydrographie Österreichs. Heft Nr. 59. Wien 2011, S. 36 (bmlrt.gv.at [PDF; 3,6 MB]).
2. ↑  Fallbach Wasserfall - Top Infos zu Kärntens höchsten Wasserfall. In: maltatal.rocks. Abgerufen am 10. Juni 2023.
3. ↑  Home. In: erlebnispark-fallbach.at. Abgerufen am 10. Juni 2023.